# 대니얼 사모너스
대니얼 사모너스(Daniel Samonas, 1990년 3월 7일 ~ )는 캐나다의 배우이다.

## 출연 작품
- 브라더스 키퍼 (2013)
- 데스티니 로드 (2012)
- 더 리스트 오브 디즈 (2008)
- 우리 가족 마법사 - 시리즈 (2007)
- 아바타: 아앙의 전설 (2005)
- 피자 팔라스 (2004)